# Zigmund Glaser
Zigmund Glaser, uváděn též Sigizmund Samojlovič (*9. února 1862 Volduchy - † datum a místo neznámé), byl český violoncellista, skladatel a pedagog.

## Život
Narodil se v obci Volduchy nedaleko Rokycan v židovské rodině výběrčího mýta Šalamouna Glasera a jeho ženy Josefíny roz. Hermanové. Po absolvování základní vzdělání pokračoval ve studiu na pražské konzervatoři u Františka Hegenbartha.
Po absolvování konzervatoře odešel na Ukrajinu, kde působil dva roky jako učitel na ústavu Carské ruské hudební společnosti v Charkově. Následně se vrátil do vlasti za účelem vykonání vojenské služby a poté opět odešel do ruské Oděsy, kde setrval tři roky. Dalším jeho působištěm se stal opět Charkov, kde vedl dokonce vlastní hudební ústav. V roce 1888 se ucházel s Hanušem Wihanem a jinými o profesuru na pražské konzervatoři.
Během svého působení v Rusku koncertoval převážně ve velkých městech, například roku 1891 v Petrohradě a jeho koncerty byly vesměs velmi úspěšné. Působil rovněž jako skladatel a některé jeho violoncellové skladby vydal ruský hudební nakladatel P. Jurgenson. Glaserovou nejznámější skladbou byl Koncert a moll, op. 8.
Později odešel do Německa, kde byl violoncellistou v Elberfeldu, a zde také jeho stopa mizí.